# روجر تشارلز سوليفان
روجر تشارلز سوليفان (بالإنجليزية: Roger Charles Sullivan)‏ هو سياسي أمريكي، ولد في 1861 ببيلفيدير في الولايات المتحدة، وتوفي في 14 أبريل 1920 بشيكاغو في الولايات المتحدة. حزبياً، نشط في الحزب الديمقراطي.